# Улрих фон Рехберг Стари
Улрих фон Рехберг Стари (на немски: Ulrich von Rechberg der Ältere; † сл. 1326 или 1362 или сл. 12 декември 1365) е благородник от швабския род Рехберг-Хоенрехберг-Бетринген (днес част от Швебиш Гмюнд в Баден-Вюртемберг), господар на Келмюнц и Зинделфинген.

## Биография
Той е единственият син на Улрих II фон Рехберг († 1326) и втората му съпруга София фон Грюндлах, дъщеря на Хердеген фон Грундлах († 1306) и София († 1290). По други източници той е син на първата съпруга на баща му – фон Лимпург († сл. 1274/пр. 1300), дъщеря на Валтер II Шенк фон Лимпург († ок. 1283) и Елизабет фон Варберг († 1287). Внук е на Улрих фон Рехберг-Бетринген († пр. 1274). Полубратята (или братята) му са Йохан фон Рехберг († сл. 1351/1354), господар на Бетринген и Баргау, Конрад († сл. 1331), Вилхелм († сл. 1326), Луитполд († сл. 1350) и Хердеген († 1354).
Улрих фон Рехберг Стари се жени пр. 1326 г. за пфалцграфиня Агнес фон Тюбинген-Бьоблинген († 27 февруари 1344), наследничка на Келмюнц и Зинделфинген, дъщеря на пфалцграф и граф Готфрид I фон Тюбинген-Бьоблинген († 1316) и графиня Елизабет фон Фюрстенберг († сл. 1319). Така Улрих чрез женитбата си получава Келмюнц и Зинделфинген. Синовете му Улрих и Ханс (Йохан) през 1326 г. разделят наследството си: Улрих получава Зинделфинген и съседните земи, а Ханс получава горните собствености между тях и Келмюнц. Улрих продава Зинделфинген още през 1351 г. по половината на графовете Еберхард III и Улрих фон Вюртемберг и другата половина на брат си. Келмюнц обаче остава собственост на Рехбергите.
След смъртта му Улрих фон Рехберг Стари е погребан в Зинделфинген.

## Деца
Улрих фон Рехберг Стари и Агнес фон Тюбинген имат трима сина:
- Вилхелм фон Рехберг († сл. 1377), има два сина Вилхелм († 1418) и Улрих († сл. 1385)
- Йохан (Ханс) фон Рехберг († сл. 1364), неженен
- Улрих фон Рехберг († сл. 1364), неженен